# 257-Eck

Regelmäßiges 257-Eck oder Kreis?

Das 257-Eck ist eine geometrische Figur, genauer ein Polygon. Es ist definiert durch 257 Ecken, die durch ebenso viele Kanten zu einer geschlossenen Figur verbunden sind.
In der Regel ist mit dieser Bezeichnung das regelmäßige 257-Eck gemeint, welches konvex ist, bei dem alle Seiten gleich lang sind und dessen Eckpunkte auf einem gemeinsamen Umkreis liegen.

## Konstruktion
Das Besondere am regelmäßigen 257-Eck ist die Tatsache, dass es unter Beschränkung auf die Hilfsmittel Zirkel und Lineal (die Euklidischen Werkzeuge) konstruiert werden kann. Die Zahl 257 ist eine der fünf bekannten Fermatschen Primzahlen:
{\displaystyle 257=2^{8}+1}.
Carl Friedrich Gauß bewies im Jahre 1796, dass ein regelmäßiges Vieleck genau dann mit Zirkel und Lineal konstruiert werden kann, wenn die Zahl seiner Ecken abgesehen von einer beliebigen Zweierpotenz gleich einem Produkt verschiedener Fermat'scher Primzahlen ist.
Eine Konstruktionsanleitung für das regelmäßige 257-Eck wurde erstmals am 3. Dezember im Jahre 1819 von Magnus Georg Paucker vorgelegt und nochmals 1832 durch Friedrich Julius Richelot. Duane W. DeTemple veröffentlichte 1991 ein Konstruktionsverfahren unter Verwendung von 150 Hilfskreisen. 1999 publizierte Christian Gottlieb eine weitere Konstruktionsvorschrift (s. Literatur).
Die praktische Durchführung der Konstruktion ist per Hand kaum möglich, da die Anforderungen an Präzision bei der notwendigen Größe sehr schwer einzuhalten sind.

Nach Duane W. DeTemple, Konstruktion des 257-Eck unter Verwendung des Carlyle-Kreises.

## Mathematischer Hintergrund
Der Konstruktion liegt eine Auflösung der Kreisteilungsgleichung {\displaystyle x^{257}-1=0} mittels geschachtelter Quadratwurzeln zugrunde. Diese Auflösung geschieht analog zum für das Siebzehneck beschriebenen Weg, wobei wie dort als Primitivwurzel wieder {\displaystyle g=3\ } gewählt werden kann.

## Eigenschaften

Anschauungsbild des 257-Ecks

Der Zentriwinkel hat den Wert   {\displaystyle {\frac {360^{\circ }}{257}}\approx 1{,}4^{\circ }}.
Der Innenwinkel hat den Wert   {\displaystyle {\frac {257-2}{257}}\cdot 180^{\circ }\approx 178{,}6^{\circ }}.